# Активная турбина
Акти́вная турби́на (англ. action turbine) — турбина, в которой потенциальная энергия рабочего тела (газа, пара, жидкости) преобразуется в кинетическую (то есть давление рабочего тела уменьшается, а скорость растёт) в неподвижных каналах (соплах), а превращение кинетической энергии в механическую работу происходит на рабочих лопатках. Данную конструкцию также называют импульсной турбиной или турбиной равного давления, поскольку давление рабочего тела внутри самой турбины не изменяется. Это означает, что в активных турбинах давление в потоке на входе в рабочее колесо и на выходе из него одинаково. Альтернативная конструкция, в которой давление рабочего тела падает во время прохождения через турбину, называется реактивной турбиной. Самый очевидный представитель данной категории турбин - турбина Пелтона, высоконапорная турбина, широко используемая в малой гидроэнергетике в горных районах. 
К преимуществам активных турбин обычно относят:
- бо́льшую свободу расположения подводящих каналов по отношению к турбине в связи с более равномерным распределением давления в камере;
- меньшие требования к величине зазоров между турбиной и корпусом, облегчающие изготовление и требования к подшипникам, так как утечка через зазоры в условиях малой разности давления незначительна;
- малую продольную нагрузку на вал;
- меньшую по сравнению с реактивными турбинами скорость вращения, облегчающую сопряжение с машинами.

Лопатки активной турбины обычно имеют ковшеобразную форму (см. диаграмму слева).

## См.также
- Турбина
- Сопло Лаваля
- Ковшовая турбина (турбина Пелтона)
- Реактивная турбина
- Газовая турбина
- Паровая турбина

При написании этой статьи использовался материал из издания «Казахстан. Национальная энциклопедия» (1998—2007), предоставленного редакцией «Қазақ энциклопедиясы» по лицензии Creative Commons BY-SA 3.0 Unported.